# Philip Kotler
Philip Kotler (Chicago, Illinois, 27 de maig de 1931) és un economista i especialista en màrqueting nord-americà, titular distingit, des de 1988, de la càtedra de Màrqueting internacional S.C. Johnson & Son a la J.L. Kellogg Graduate School of Management pertanyent a la Northwestern University a Evaston, Illinois, sis vegades considerada per Business Week la millor facultat en temes empresarials dels EUA. Va obtenir el seu mestratge a la Universitat de Chicago i PhD al MIT (Institut Tecnològic de Massachusetts), ambdós en Economia. Va realitzar treballs postdoctorals en matemàtiques a la Universitat Harvard i en ciències del comportament en la Universitat de Chicago.
És coneguda la seva definició de Màrqueting:
| « | És la tècnica d'administració empresarial que permet anticipar l'estructura de la demanda del mercat elegit, per concebre, promocionar i distribuir els productes i / o serveis que la satisfacin i/o estimulin, maximitzant al mateix temps les utilitats de l'empresa. | » |

El professor Kotler ha estat distingit per innumerables premis i guardons en els darrers 40 anys, va ser elegit Líder en Pensament de Màrqueting per l'AMA a 1975 (American Marketing Association) tornant a ser guardonat el 1978 amb el Paul Converse Award i el Distinguished Màrqueting Educador Award el 1995 de la mateixa asociación.Doctor Honoris Causa per les universitats d'Estocolm, Zuric, Viena, Atenes, DePaul, entre d'altres.
Dedicat principalment a les activitats acadèmiques, també ha treballat en l'àmbit privat. Va fundar Kotler Marketing Group (KMG) una consultora que assessora a les companyies en les àrees d'estratègia, planejament i organització del màrqueting internacional. Kotler ha viatjat per Europa, Àsia i Amèrica llatina com a consultor de diverses firmes internacionals. AT & T, IBM, General Electric, Honeywell, Bank of America, Merck, SAS Airlines, Michelin, McDonald's, Motorola, Ford Motor, JP Morgan i Novartis són algunes de les empreses per les que ha treballat.

## Publicacions en Anglès
- Lateral Marketing (amb Fernando Trias de Bes). John Wiley & Sons, 2003.
- Marketing Management: The Millennium Edition. Prentice Hall, 1999.
- Kotler on Marketing: How to Create, Win and Dominate Markets. Free Press, 1999.
- Marketing Management: An Asian Perspective (amb Swee Moon Ang, Siew Meng Leong). Prentice Hall, 1998.
- The Marketing of Nations: A Strategic Aprroach to Building National Health (amb Somkid Jatusripitak, Suvit Maesincee). Free Press, 1997.
- Standing Room Only: Strategies for Marketing the Performing Arts (amb Joanne Scheff). Harvard Business School Press, 1997.
- High Visibility: The Making and Marketing of Proffessionals into Celebrities (amb Irving Rein i Martin Stoller). Ntc Business Books, 1997.
- Marketing: an Introduction. Prentice Hall, 1996.
- Marketing Management: Analysis, Planning, Implementation and Control. Prentice Hall,1996.
- Marketing for Hospitality and Tourism. Prentice Hall, 1995.
- Strategic Marketing for Educational Institutions. Prentice Hall, 2a edició, 1995.
- Strategic Marketing for Nonprofit Organizations (amb Alan Andreasen). Free Press, 1995.
- Marketing Places: Attracting Investment, Industry and Tourism to Cities, States and Nations. Free Press, 1993.
- Principles of Marketing. Prentice Hall, 1990 (4a edició).
- Social Marketing: Strategies for Changing Public Behavior. Free Press, 1989.
- Marketing Management and Strategy: A Reader. Prentice Hall, 1987.